# 卢博米尔·纳佐夫斯基
卢博米尔·纳佐夫斯基（捷克語：Lubomír Nácovský，1935年5月26日—1982年3月10日），捷克男子射击运动员。他曾代表捷克斯洛伐克参加1964年和1968年夏季奥林匹克运动会射击比赛，其中1964年奥运会获得一枚铜牌。